# Shorea submontana
Espèce
Statut de conservation UICN

 NT  : Quasi menacé
Shorea submontana est une espèce de plantes du genre Shorea de la famille des Dipterocarpaceae.